# Amblychia rotundata
Amblychia rotundata är en fjärilsart som beskrevs av Semper 1901. Amblychia rotundata ingår i släktet Amblychia och familjen mätare. Inga underarter finns listade i Catalogue of Life.